# New Prague
New Prague é uma cidade localizada no estado americano de Minnesota, no Condado de Le Sueur e Condado de Scott.

## Demografia
Segundo o censo americano de 2000, a sua população era de 4559 habitantes.
Em 2006, foi estimada uma população de 6759, um aumento de 2200 (48.3%).

## Geografia
De acordo com o United States Census Bureau tem uma área de
6,8 km², dos quais 6,8 km² cobertos por terra e 0,0 km² cobertos por água. New Prague localiza-se a aproximadamente 301 m acima do nível do mar.

## Localidades na vizinhança
O diagrama seguinte representa as localidades num raio de 20 km ao redor de New Prague.